# Carlo Blasis
Carlo Blasis   (Nàpols, 4 de novembre de 1797 - Cernobbio, 15 de gener de 1878) fou un coreògraf, ballarí, compositor i escriptor italià. Era germà de la soprano Virginia i de la pianista Teresa Son pare, Francesco Antonio, descendent d'un militar espanyol era compositor i va iniciar-lo a la música.
En la seva joventut fou contractat com a primer ballarí en diversos teatres d'importància, però aviat hagué de renunciar a causa de la dislocació d'un peu que sofrí a La Scala de Milà. Va dedicar-se des de llavors a l'ensenyança. Va desenvolupar la tècnica de la «marcació», amb la qual el ballarí fixa un punt i torna el cap abans del cós, per evitar de marejar-se. El 1837, dirigí la famosa escola de ball d'aquell teatre del que han sortit les ballarines més famoses d'Europa, entre altres Carolina Pochini, Augusta Maywood, Sofia Fuoco, Amalia Ferraris, Nicola Guerra i Cesare Cecchetti.

## Biografia
Carlo de Blasis va néixer a Nàpols, fill de Francesco Antonio de Blasis i Vincenza Coluzzi de Zurla. Francesco de Blasis, fill d'un oficial espanyol que havia ascendit a un alt càrrec, va ser un compositor famós a la seva època, algunes de les òperes i ballets lírics del qual van ser posteriorment posats en escena pel seu fill. Hi ha considerables discrepàncies a les fonts sobre la data de naixement de Carlo- 1795 pot aparèixer com a tal, 1797 o 1803.
La família de Blasis ocupava una alta posició a la República Napolitana, i amb la restauració del govern dels Borbons. Francesco va decidir abandonar Nàpols rumb a Londres, on li van oferir un lloc al teatre italià. En el camí, però, el seu vaixell va ser interceptat per corsaris francesos, i els Blasises van acabar a Marsella en lloc de Londres. Allí, Francesco es va implicar personalment en l'educació musical del seu fill, ocupant-se de buscar-li els millors professors. Carlo va estudiar geometria, dibuix, arquitectura, escultura, anatomia i literatura, a més de ballet, carrera que després va triar. Els seus mestres en aquest camp van ser els millors coreògrafs francesos de l'època - Pierre Gardel, Auguste Vestris, Louis Milon.
Carlo Blasis va debutar a l'escenari, segons el Diccionari Biogràfic de F. Regli, al Teatre Bolxoi de Marsella el 1807, quan el jove ballarí tenia uns 10 anys. L'actuació va tenir tant d'èxit que després va participar en una gira per França amb el consentiment dels pares. El 1811, el pare de Blasis es va convertir en director del departament filharmònic del Museu d'Instrucció Pública. En aquesta època Bordeus era un important centre de ballet, i Blasis fill va continuar allí els seus estudis amb el mestre Jean Dutarque (les seves germanes Teresa i Virgínia també es preparaven simultàniament per a carreres escèniques, com a actrius dramàtiques i d'òpera respectivament). En el Gran Teatre de Bordeus ja era acceptat per a papers solistes, debutant en la temporada teatral 1816/17 com l'arxiduc Leopoldo al ballet de J.-B. Barré El tenier al llogaret. Tot i això, va considerar que per continuar desenvolupant-se necessitava classes en un dels tres grans centres del ballet mundial de l'època: París, Milà o Londres.
En 1817, Blasis va debutar en el Opera de París, interpretant pas de deux en el divertimento de l'òpera Catel, Charles-SimonCatel . "Els bayadères". El coreògraf de la representació va ser Gardel, sota la direcció del qual el jove ballarí va seguir millorant les seves habilitats. A continuació, Blasis realitza una gira per França amb una companyia d'artistes de l'Acadèmia de Música. A l'any següent va ingressar al teatre La Scala de Milà. L'historiador de l'art Yuri Slonimsky, que va estudiar l'obra de Blasis, va escriure que les seves piruetes eren "desconcertants i difícils d'aconseguir", posseint una "precisió geomètrica" amb un eix de rotació completament estacionari.
Aleshores, Blasis s'havia consolidat com danseur noble, intèrpret de personatges nobles i heroics. Aquest paper requeria la transmissió de la dignitat de l'heroi i li aportava certa elegància única. Ja era plenament evident en els seus primers papers a Itàlia: als ballets Dédalo i Kenneth l'Espada, coreografiats per Salvatore Vigano (tots dos a La Scala, 18) i Mirra en la seva mateixa producció l'any següent a Venècia. L'historiador de l'art Yuri Slonimsky, que va estudiar l'obra de Blasis, va escriure que les seves piruetes eren "desconcertants i difícils d'aconseguir", posseint una "precisió geomètrica" amb un eix de rotació completament estacionari.
El 1819 l'any en què el mateix Blasis va fer la seva primera aparició com a coreògraf, posant en escena el ballet La cort feudal amb música del seu pare a La Scala. Aquesta producció va ser notablement inferior als ballets de Vigano, i Blasis va abandonar els seus intents de coreografia durant molt de temps. El 1820 va debutar com a teòric del ballet: va publicar un tractat titulat An Elementary Textbook of Dance Theory and Practice amb il·lustracions de Casarelli (cinquanta-set posis per a ballarins de ballet, per a les quals posava el mateix autor). El llibre es va fer popular i més tard va servir de model per a altres manuals de ballet del segle xix.
Com a ballarí, Blasis va tenir èxit a la dècada de 1820 en forma de compromisos en diverses ciutats italianes (Turín en 1821, Florència en 1822, Roma en 1823, Venècia en 1825) i després a Londres, on va arribar per primera vegada el 1826 per actuar al Haymarket. A Anglaterra, Blasis va debutar en 1827 al ballet James Harvey D'Egville "L'esclau de Bagdad" i dues produccions de Vigano. Aquest mateix any va provar sort com a coreògraf per segona vegada, preparant una producció de Pandora per al Festival de Música d'Oxford per a teatre aficionat.
En els anys següents, Blasis va escriure altres llibres sobre ballet: Codex Terpsichore i Treatise on Salon Dancing (tots dos 1828), així com On the Origin and Development of Ancient and Modern Dance. El 1830 totes aquestes obres es van unir a la publicada en francès "Guia completa de la dansa", que el mateix autor considerava una guia pràctica tant per a estudiants com per a professors de l'art del ballet. Aquest tractat, una part important del qual ocupa la secció teòrica fonamental, va continuar sent en el futur l'obra més significativa de Blazis, que en els seus llibres posteriors només va desenvolupar principis ja formulats. Les idees exposades al Codex Terpsichora ia la Guia completa de la dansa estan en consonància amb la teoria del ballet desenvolupada en els mateixos anys per August Bournonville, i tenen una forma molt més completa que en les obres dels predecessors de Blasis, Gasparo Angiolini i Georges Noverre.
El 1830 (o 1828) a Gènova, on Carlo acompanyava la seva germana Virgínia, va conèixer la talentosa i ambiciosa ballarina Annunziata Ramaccini, amb la qual aviat es va casar. D'aquest matrimoni va néixer el 1833 una filla, Louise, que també es va convertir en una futura ballarina. Blasi es va dedicar a perfeccionar la tècnica de ballet de la seva esposa, que va aconseguir un gran èxit amb la seva ajuda, i durant un temps van actuar junts. Un dels millors papers d'Annunziata i un dels millors ballets del propi Carlo va ser el ballet Leocadia, representat el 1834 a Modena. Aleshores, la carrera com a ballarí de Blasis estava arribant al final. Ja el 1825, al cim de la seva fama, es va lesionar un peu, però va continuar actuant. A poc a poc, però, va anar perdent forma, atraient crítiques cada vegada menys falagueres dels crítics, i després de Leocadia va decidir posar fi a les seves actuacions com a ballarí (en les seves pròpies paraules, "abandonar el ballet abans que aquest l'abandones").
A partir de llavors, Blasis va continuar la seva carrera com a coreògraf i professor de ballet. Se li atribueix la introducció d'una de les postures clàssiques del ballet que han esdevingut clàssiques, actituds. Es creu que aquesta posi, en què la cama doblegada pel genoll s'estén cap enrere, va ser presa de l'escultura Giambologna "Mercuri", l'Encyclopædia Britannica també nomena Blasis com a inventor de la tècnica que evita el vertigen en girar ràpidament. Aplicant aquesta tècnica, el ballarí gira el cap en una ràpida estirada que supera la rotació de la resta del cos, mentre manté la mirada al mateix punt.
En 1837, Blasis es va fer càrrec de l'Escola Imperial de Dansa i Pantomima "La Scala", on Ramaccini impartia simultàniament classes de mim, i en tretze anys com a director va convertir l'escola en la millor escola de ballet del món. La seva tècnica d'ensenyament es basava en la seva pròpia teoria de la dansa, segons la qual les lleis invariables de l'equilibri físic permeten deduir una fórmula per a l'equilibri ideal del ballarí. Aplicant els principis de la geometria a l'art de la dansa, Blasi va ser el primer a convertir-lo en una ciència exacta. Com va escriure Slonimsky, s'ensenyava utilitzant planimètrica terminologia, taules i dibuixos. L'èxit de la metodologia d'ensenyament de Blasis es va fer palès cap a 1840, quan l'escola va començar a produir les seves primeres estrelles de ballet, caracteritzades per unes sabatilles de punta d'acer, neteja i un alt ritme dels elements executats. Entre les alumnes del coreògraf es trobaven les anomenades "Plèiades", set intèrprets de la classe més alta: Marietta Baderna, Pasquale Borri, Augusta Dominicettis, Flora Fabbri, Amalia Ferraris, Sofia Fuoco i Carolina Granzini.
Després de completar el seu treball a l'Acadèmia Imperial, els Blasis van obrir una escola pública a Milà, l'èxit del qual va ser igualment gran. A l'escola Blasis van assistir destacades ballarines de ballet posteriors - Virginia Zucchi, Lucille Gran, Amina Boschetti, Giovannina King, Carolina Pochini, Carolina Rosati, amb Carlotta Grisi i Fanny Cerrito ja era a l'escola com a estrelles consagrades. En 1847 també va ser convidat com a coreògraf al The Covent Garden Theatre de Londres i durant la seva estada a Anglaterra va publicar un altre tractat, Notes on Dance, aquesta vegada de caràcter històric més que teoricopedagògic.
Blasi es va dedicar a l'ensenyament a Milà (amb viatges regulars a Londres) fins a 1856, quan va ser convidat a ocupar el lloc de coreògraf al Teatre Bolshoi de Varsòvia. A Varsòvia, a més de les representacions de ballet, va posar en escena danses per a la coronació de Alexandre II de Rússia. Després de Varsòvia, va anar a Lisboa. A Portugal va treballar fins al 1858 com a director i professor, deixant una escola de ballet. El 1860 Blasis va provar sort com a coreògraf a París, però allà no va trobar favor: el destacat innovador en el camp de la pedagogia del ballet anava clarament per darrere de les noves tendències coreogràfiques. El 1861, Blasi va acceptar una invitació de la Direcció dels Teatres Imperials de l'Imperi Rus per anar a Moscou i ocupar un lloc com a mestre de ballet i professor a la Escola de Teatre de Moscou. Com a professor va aconseguir establir les bases d'una escola que va formar diverses generacions de ballarines i ballarins russos; el desenvolupament d'aquesta escola va ser continuat pel seu propi alumne Giovanni Lepri, i després per Enrico Cecchetti, el millor alumne del propi Lepri. Com a coreògraf durant aquests anys, Blasis va posar en escena els ballets Faust (1861, amb música de Giacomo Panizza i C. Puni), Dos dies a Venècia (amb música de Minkus), i el 1862, amb música de Adolf Adan i Minkus). A Rússia va escriure el seu següent llibre, Dance in General, Ballet Celebrities and National Dances, que contenia ressenyes de les estrelles del Teatro Bolshoi de Moscou i altres companyies de ballet, així com dels seus propis alumnes. Un capítol a part estava dedicat a Annunziata Ramaccini. Blasi va presentar el manuscrit a l'emperador Alexandre, que va condecorar l'autor amb un anell de diamants. No obstant això, quan es va prorrogar el seu contracte, es va reduir el salari ofert a l'italià, que va abandonar Rússia el 1863.
De tornada a Itàlia, Blasi va continuar treballant fins a la dècada de 1870. Com a coreògraf va deixar de ser sol·licitat i a partir de 1866, instal·lat a la ciutat de Cernobbio, es va concentrar en l'escriptura de llibres. En els últims anys de la seva vida va escriure biografies de Vigano i Gardel, de l'actor dramàtic anglès David Garrick i del compositor Giovanni Pergolesi, abans de completar diverses obres de ballet - Coreografia, o El art d'escriure dansa, Diccionari de dansa i Un poema sobre la dansa. Carlo Blasis va morir a Cernobbio el gener de 1878; Annunziata Ramaccini va sobreviure al seu marit, i va morir a Milà el 1892.

## Treballs i contribucions
Va publicar una anàlisi de les tècniques del ballet el 1820, en una obra titulada Traité élémentaire, théorique, et pratique de l'art de la danse ("Tractat elemental, teòric i pràctic sobre l'art de la dansa"). És més conegut per la posi "Actitud" derivada de la famosa estàtua Mercuri de Giovanni da Bologna. Enrico Cecchetti va ampliar el seu mètode d'instrucció i teories.
Fins i tot durant la seva pròpia època, Blasis no va ser més conegut per les seves moltes coreografia] (cap de les quals sobreviu avui), sinó pels seus escrits sobre teoria de la dansa. Va ser pioner en la reconciliació de nocions de ballet com la lleugeresa i la gràcia amb la geometria i la física del cos en moviment. A The Code of Terpsichore, publicat el 1828, Blasis va catalogar un "alfabet" clarament definit de posis de dansa. Aquest pot ser el primer intent d'una sistematització integral de la dansa.
Blasi va radicalitzar la teoria de la dansa basant-se en gran manera en la geometria i la física matemàtiques. Va introduir la idea d'un "eix de moviment" - una línia vertical a través del posat, perpendicular al terra, que delimita el centre d'equilibri del cos.
Blasi també va contribuir a la pedagogia de la dansa. Va suggerir que els instructors descrivissin primer les figures corporals descrites al seu índex de posis, tan bon punt els estudiants les memoritzessin abans d'intentar encarnar-les físicament. “L'[estudiant] més diligent podria prendre còpies d'aquestes figures en petites pissarres i portar-les per estudiar-les a casa, de la mateixa manera que un nen, quan comença a lletrejar, estudia el seu llibre de banya”
A través dels posats codificats al seu alfabet, Blasis va sentir que els ballarins podien aconseguir les qualitats de moviment tan desitjades al ballet com la facilitat de moviment i l'elegància. A les seves Notes sobre el ball, històric i pràctic, Blasis elogia certs ballets per la seva riquesa d'emocions. Quan parla de "La tarantela napolitana", per exemple, elogia com "l'amor i el plaer són visibles a cada moviment", i "cada gest i moviment estan plens de gràcia seductora". Per tant, Blasis finalment desitjava que els ballarins superposessin la expressió emocional a les poses codificades i reglamentades exigides per la coreografia i descrites a El codi de Terpsícore.
A través d'aquestes pràctiques, Blasis pretenia orientar "el ballet romàntic nounat en línies clàssiques". D'aquesta manera, Blasis es va avançar al seu temps. Es va interessar especialment per alguns moviments considerats massa agressivament virtuosos per a l'era romàntica de principis de 1800. Per exemple, va iniciar la codificació de la pirueta, dividint-la en preparació, gir i finalització. No va ser fins l'era de Marius Petipa a finals de 1800, just després de l'era de romanticisme, que passos físicament intensos com la pirueta es van generalitzar a la coreografia de ballet, però Blasis els estava analitzant dècades abans.
De 1838 a 1853, Blasi i la seva esposa, Annuniciata Ramaccini, van ser els directors artístics del que avui és la Escola de Ballet del Teatre La Scala. Les primeres ballarines Fanny Cerrito , Carolina Rosati, Sofia Fuoco, Amalia Ferraris i Carlotta Brianza estaven entre els seus estudiants. Blasi es va referir a set de les seves ballarines, de les quals estava particularment orgullós, com les seves "Plèiades": Marietta Baderna, Augusta Dominichettis, Amàlia Ferraris, Sofia Fuoco, Flora Fabbri, Carolina Granzini i Pasquale Borri.
Blasi va morir el 15 de gener de 1878 a Cernobbioa, Italia.

## Obra
Va compondre més de cent balls, alguns dels quals assolien gran boga, i va escriure en diferents idiomes diverses obres didàctiques sobre l'estètica de la dansa, història teatral i de la música, crítica, filosofia de l'art i diverses biografies d'artistes. D'entre aquestes cal mencionar;
- Studi sulle arti imitatrici (Milà);
- Curiosità dell'antico teatro russo e cenni sul moderno (Torí);
- Della musica drammatica italiana in Francia e della musica francese, dal secolo XVII fino al principio del secolo XIX (1820);
- L'Uomo fisico, inttelletuale e morale, opera filosofica-artística (Milà);
- Sunto storico-bibliografico (Milà);
- Code de la danse (París);
- Manuel complet de la danse (París);
- Traité elémentaire, théorique et practique de l'art de la danse (Milà);
- Programme de ballets (París-Londres);
- Traité de la danse de ville (París, Londres, Milà);
- Notes upon dancing, historical and practical (Londres);
- Code of Terpsicore (Londres);
- The origine, progress and present State of the Imperial and Royal Academy (Milà, París);
- Rise, Progress, Declive and Revival of dancing (Londres).

I les biografies de Raffaelo (Milà), Fuseli (Gènova), de Pergolesi (Gènova), de Garrick (Milà), etc.